# Nju ejdž muzika
- Stilski koreni: klasična muzika, elektronska muzika, konkretna muzika, progresivni rok, psihodelični rok, svetska muzika, krautrok, eksperimentalna muzika, avangardna muzika, tradicionalna narodna muzika, ambijentalna muzika, minimalizam
- Kulturni koreni: Kasne 1960e, Evropa
- Karakteristični instrumenti: klavir, sintisajzer, sempler, sekvencer, kompjuter, gudački instrumenti, nađeni zvuci (često ptičja pesma ili zvižduk, vodopad, itd.), narodni i etnički instrumenti, akustična gitara, flauta, harfa, citra, tambura, indijski bubanj, orgulje, studijski efekti
- Mejnstrim popularnost: širom sveta, često povezivana sa New age pokretom
- Izvedeni oblici: post-rock
- Spajanje žanrova: keltska muzika, zvučni stihovi, biomuzika

New Age je smirujuća muzika različitih stilova koja je namenjena da stvori relaksaciju i pozitivna osećanja. Neka, ali ne i sva New Age muzika povezana je sa New Age verom. New Age muzika obično je opuštajuća i inspirativna, a slušaocima često služi za aktivnosti kao što su joga, masaža, meditacija, čitanje, kao metoda ublažavanja stresa ili za stvaranje smirujuće atmosfere u njihovom domu ili nekom drugom okruženju.
Harmonije u New Age muzici generalno su modalne, skladne, ili uključuju bas. Melodije se često ponavljaju, da bi stvorile hipnoticki osecaj, i ponekad se snimljeni prirodni zvuci koriste kao uvod u traku ili se protežu kroz celu kompoziciju. Pesme duže od 30 minuta su uobicajene.
New Age muzika isto tako sadrži elektronske forme, učestalo se oslanja na ustaljene sintisajzerske padove ili dugi muzički sekvencer-osnovni pravac i akustične oblike, pojavljuju se instrumenti poput flaute, klavira, akustične gitare i mnoštvo ne-zapadnih instrumenata. U mnogo slučajeva, visokokvalitetni odabrani digitalni instrumenti se koriste umesto prirodnih akustičnih instrumenata. Vokalni aranžmani u početku su bili retki u ovoj vrsti muzike, ali su vokali vremenom postali uobičajeni, naročito sankritski, tibetanski ili domaći američki glasovi, a uticaj su vršili pevanje ili tekstovi zasnovani na mitologiji kao sto su keltske legende ili carstvo vila.

## Istorija
New Age muzika je bazirana na radu iz 1960-ih evropskih i američkih elektronskih i akustičnih muzičara koji su istraživali muziku za stvaranje razvoja svesti o njoj. U kasnim 1970-im, muzika je počela da bude snimana posebno za meditaciju i relaksaciju. U toku ranih 1980-ih, termin “New Age muzika” počeo je da bude više predstavljan publici radio stanica, od strane muzičkih prodavaca i nekih snimateljskih kuća, koji su reklamirali mnoštvo ne toliko poznatih instrumentalnih muzičkih stilova. Radio stanice na glavnom tržistu (kao sto je “the Wave” u Los Anđelesu) definisali su sebe kao “New Age”, puštajuci neku New Age muziku i koristeći prirodne zvukove na njihovim stanicama. Ipak, te stanice isto tako teško su predstavljale stilove muzički i teoretski nesrodne New Age muzici, na primer, smooth jazz. Prva prava New Age radio stanica u Americi bila je KLRS (Colours - boje) u Santa Kruzu, koja je bez prestanka emitovala New Age muziku i ona je prva slušana New Age stanica na svetu. Mnoge važne mreže kablovskih televizija poseduju kanale koji puštaju muziku bez slike, uključujući i kanal za New Age muziku, kao na primer kanal “Soundscapes” na Music Choice.

## Definicije
New Age muzika više se određuje po osećajima koje proizvodi nego po instrumentima koji se koriste u njenom stvaranju; može da bude elektronska ili akustična, ili mešavina oba. New Age umetnici se rangiraju od solo ili ansambalnih izvođenja koristeći zapadnjačke instrumente kao sto su klavir, akustična gitara, flaute, harfe i mnoge druge, do elektronskih muzičkih instrumenata, i istočnjackih instrumenata poput citre, tambure, indijskog bubnja i instrumenata sa svih ostalih delova sveta, ljudski glas peva na jezicima sa svih krajeva sveta.
Neki umetnici New Age muzike otvoreno podržavaju New Age verovanje, dok drugi izričito tvrde da njihova muzika ne spada u New Age, čak i kada njihov rad tako imenuju izdavačke kuće, muzički prodavci ili radio-difuzije.
Ovde je značajan preklop sektora New Age muzike: ambijentalna muzika, elektronika, svetska muzika, čil aut, prostorna muzika i ostalo. Dve definicije koje se koriste karakteristično za New Age su:
- New Age muzika sa ambijentalnim zvukom koja ima jasnu namenu pomoći za meditaciju i relaksaciju ili da se pomognu i osposobe razni naizmenični duhovni običaji, kao što su meditativno lečenje, vođenje dnevnika itd. Pomagatelji ove vrste New Age muzike su skoro uvek muzičari koji stvaraju njihovu muziku isključivo za ove namene. Istaknuti umetnici koji stvaraju New Age muziku posebno za lečenje i meditaciju su Aeoliah, Deuter, Deepak Chopra i Steven Halpern.
- Muzika koja je nađena u New Age sekciji muzičkih prodavnica. Ovo je uglavnom definicija praktičnosti, data širina muzike koja se klasifikuje kao “new age” od strane kritičara koje često manje interesuju finese u razlikama između muzičkih stilova nego ljubitelje tog stila. Muzika koja se uklapa u ovu definiciju je obična muzika koja ne može da bude lako klasifikovana u neku drugu, više prosta definicija, ali često sadrži dobro definisanu muziku kao što su Worlbeat i Flamenco gitara. Raznoliki muzičari George Winston, Dean Evenson, Will Ackerman, Ray Lynch, Suzanne Ciani, Jim Brickman, David Arkenstone, Jean Ven Robert Hal, Tangerine Dream, Enya, B-Tribe, GregZ, Deep Forest, Jean Michel Jarre, Enigma, Kitaro, Yanni, Oscar Lopez, Mike Oldfield, Vangelis i Steve Roach su klasifikovani tipično kao New Age uprkos njihovom divergentnom muzičkom stilu. To takođe uključuje duhovnu New Age muziku kao podgrupu.

## Uticaji i teme
Od 1968 do 1973, nemački muzičari kao što su Holger Czukay (bivši student Karlheinz Stockhausen), Popol Vuh i Ashra izdali su mnoštvo radova sa pratnjom eksperimentalnih zvukova i tekstura izgradjenim sa “electronics”, sintisajzerima, akustičnim i električnim instrumentima; njihova muzika, koja se odnosi na Kosmičku muziku može da bude posmatrana kao Ambijent ili New Age, zavisno od položaja gledanja. Kasnije Brian Eno je definisao stilove i obrazce ambijenta na način koji lako spaja i zajedno razvija sa stilovima mnogih muzičara kao sto su Robert Fripp, Jon Hassell, Laraaji, Harold Bud, Cluster, Jah Wobble, od kasnih 1970-ih do danas.
1973. Mike Oldfieldov nekonvencionalni progresivni rok album Tubular Bells je postao jedan od prvih albuma koji se odnosi na opis podžanra new age muzike. Ostali uticaji su rana elektronska muzika, klasična muzika, etnička muzika i svetska muzika. Minimalizam koji su upotrebljavali Terry Riley i Steve Reich (indijski uticaj na prošli događaj) isto tako može da bude naveden kao uticaj, zajedno sa umetnicima kao sto su Tony Conrad, LaMonte Young koji je upotrebljavao bas od ranih 1960-ih. Povezivanost sa stvaranjem New Age muzike je povratak interesovanja u Gregorian Chant tokom druge polovine dvadesetog veka. Sada, New Age muzika se grana i isto tako sadrži pevanje na “duhovnom” ili prastarom jeziku i sadrži, ali nije ograničena na sankritski, latinski, gaelski i hebrejski. Popularni umetnici u ovom žanru su: Krishna Das, Deva Premal i Bhagavan Das.
Solo izvođenje ECM Records umetnika poput Keith Jarrett (posebno njen snimak The Köln Concert), Ralph Towner (posebno njegov snimak Blue Sun i Solo Concert) i prvi eponimski album Lyle Mays se obično gledaju kao kombinacija ambijentalne i New Age muzike.
Akustično solo i grupno izvođenje ranih Windham Hill umetnika kao što su Andy Summers, William Ackerman, Alex de Grassi, George Winston i Michael Hedges su se nazivali New Age više od poslednjih 30 godina.
Popularne teme u New Age muzici uključuju prostor i kosmos, okolinu i prirodu, lepotu življenja, harmoniju sa samim sobom i svet, snove ili sanjanje i putovanja kroz misli ili dušu. Nazivi New Age pesama su često opisni: na primer Shepherd Moons (Pastir meseca) – Enya, Straight’ a Way To Orion (Otvoren put do Oriona) – Kitaro i One Deep Breath (Jedan dubok dah) – Bradley Joseph.

## Alternativni termini za “New Age”
Kao što je opisano u ovom članku, granice ovog žanra nisu strogo određene; ipak muzičke prodavnice će svrstati umetnike u “New Age” kategoriju čak iako oni koriste drugačiji naziv za svoj stil muzike. Ovo su neki drugi termini koji se koriste za “New Age”.
Contemporary Instrumental
Ovo je termin koji se koristi najčešce i može da uključuje umetnike koji ne koriste elektronske instrumente u svojoj muzici, kao sto je solo pijanista David Lanz. Slično, pijanisti kao što su Yanni i Bradley Joseph obojica takođe koriste ovaj termin, iako koriste klavijature da bi objedinili slojevitu orkestarsku teksturu u njihovim kompozicijama.
Adult Contemporary
Ovaj termin, koji koristi Jim Brickman je tip radio formata koji pušta mejnstrim modernu pop muziku, isključujući hip hop i hard rok; ova muzika više je namenjena odraslima nego tinejdžerima.
Contemporary Adult Instrumental
Ovaj termin je predložio Steven Halpern u junu 1999 u izdanju New Age Voice-a kao alternativni naziv za muziku klasifikovanu od strane prodavaca kao “New Age”, ali koji nije posebno prihvatljiv za širu javnost.